# Hidrocarburo aromático policíclico

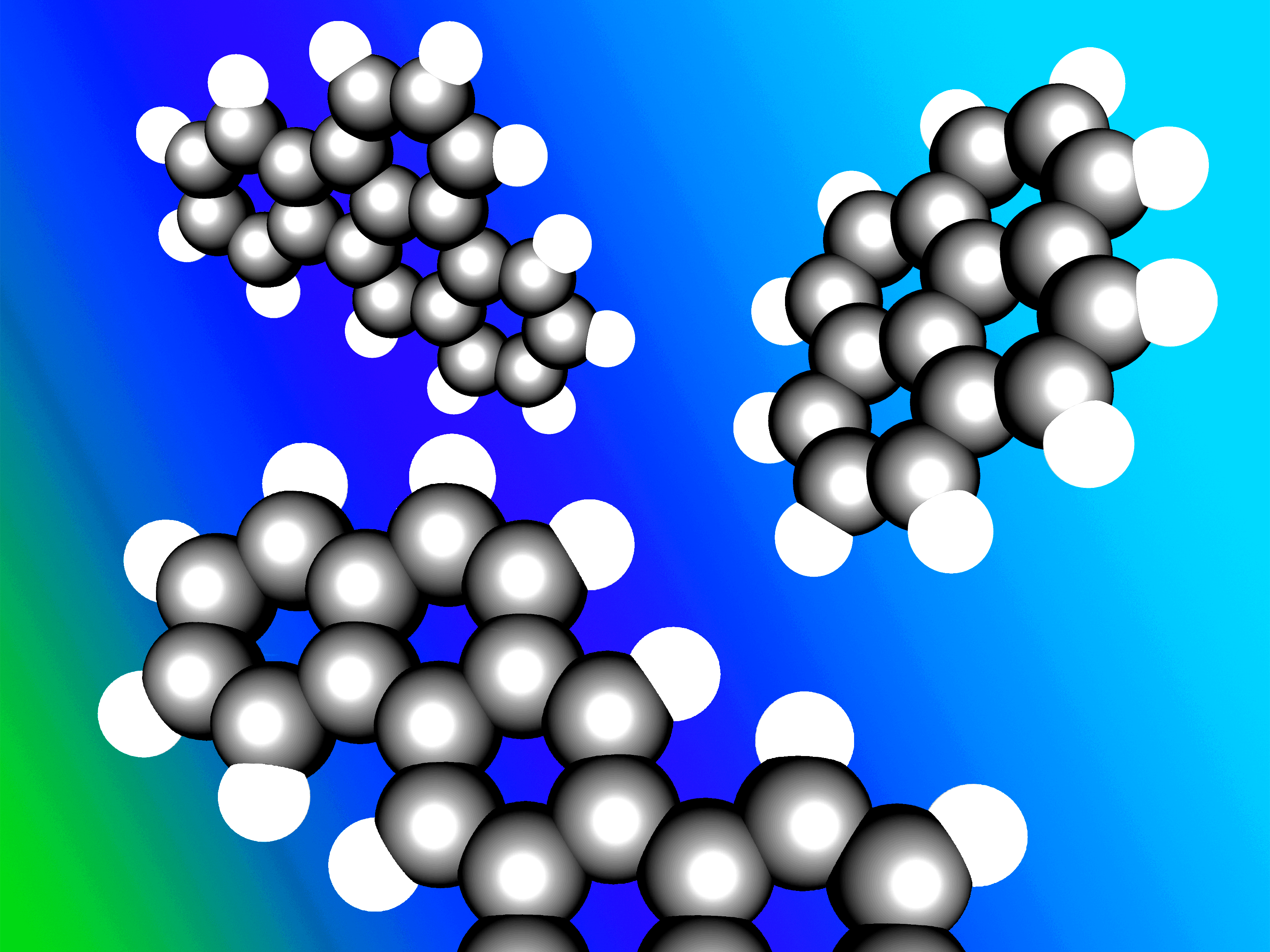
Ilustración de un hidrocarburo aromático policíclico típico. En el sentido de las agujas del reloj, desde la zona superior izquierda: benzacefenantrileno, pireno ydibenzo (a, h)antraceno.

Un hidrocarburo aromático policíclico (HAP o PAH, por sus siglas en inglés) es un compuesto orgánico que se compone de anillos aromáticos simples que se han unido, y no contiene heteroátomos ni lleva sustituyentes. Los HAP se encuentran en el petróleo, el carbón y en depósitos de alquitrán y también como productos de la utilización de combustibles (ya sean fósiles o biomasa). Como contaminantes han despertado preocupación debido a que algunos compuestos han sido identificados como carcinógenos, mutágenos y teratógenos.
También se encuentran en el medio interestelar, en cometas y en meteoritos, y son candidatos a moléculas básicas en el origen de la vida ya que se ha sugerido que pudieron preceder a las moléculas autorreplicantes del mundo de ARN. En el grafeno el motivo HAP se extiende en grandes láminas bidimensionales.

### Exposición humana al HAP

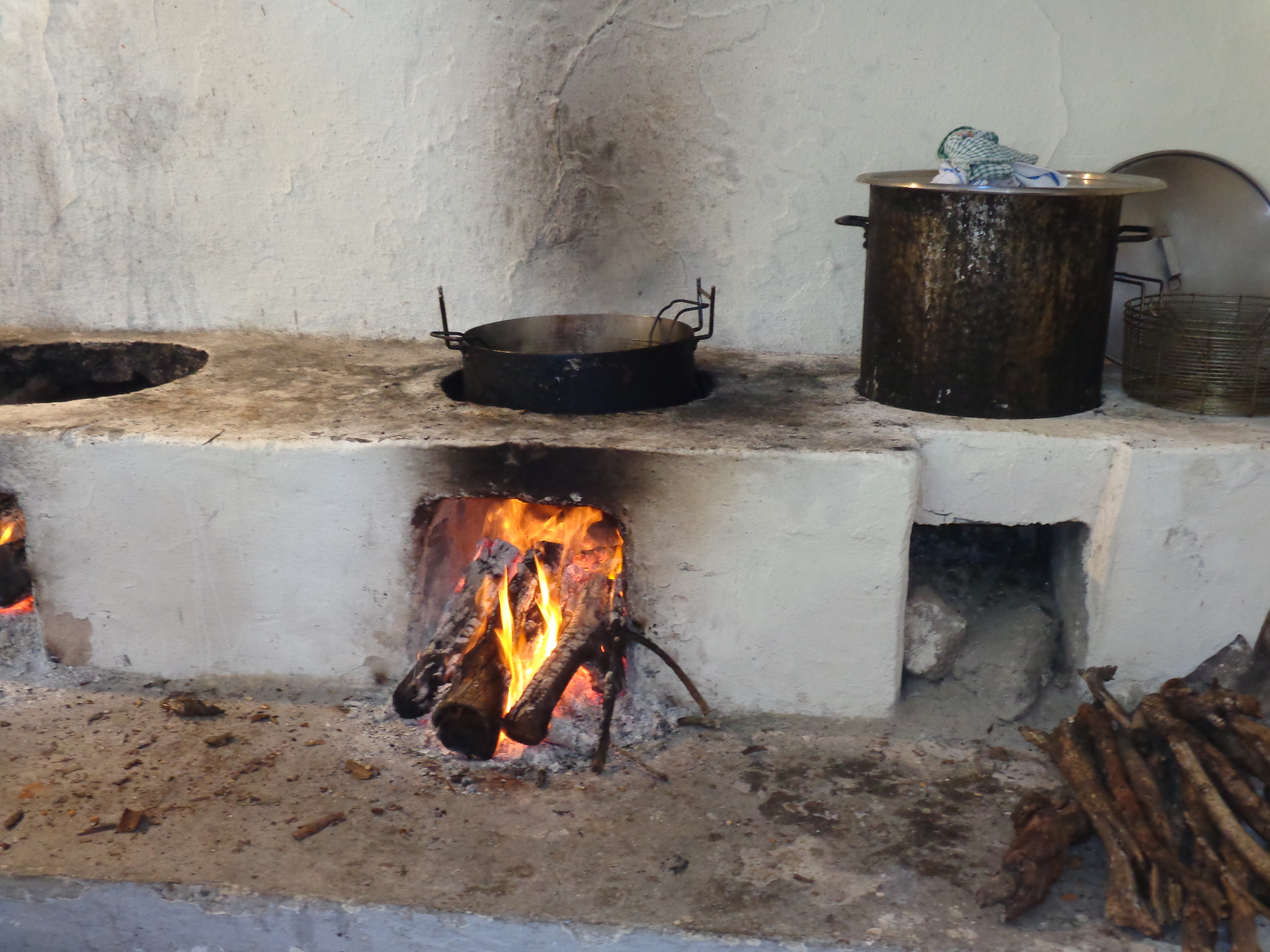
Una estufa a cielo abierto que quema madera para cocinar. El humo de combustibles sólidos como la madera es una fuente muy importante de HAP a nivel mundial.

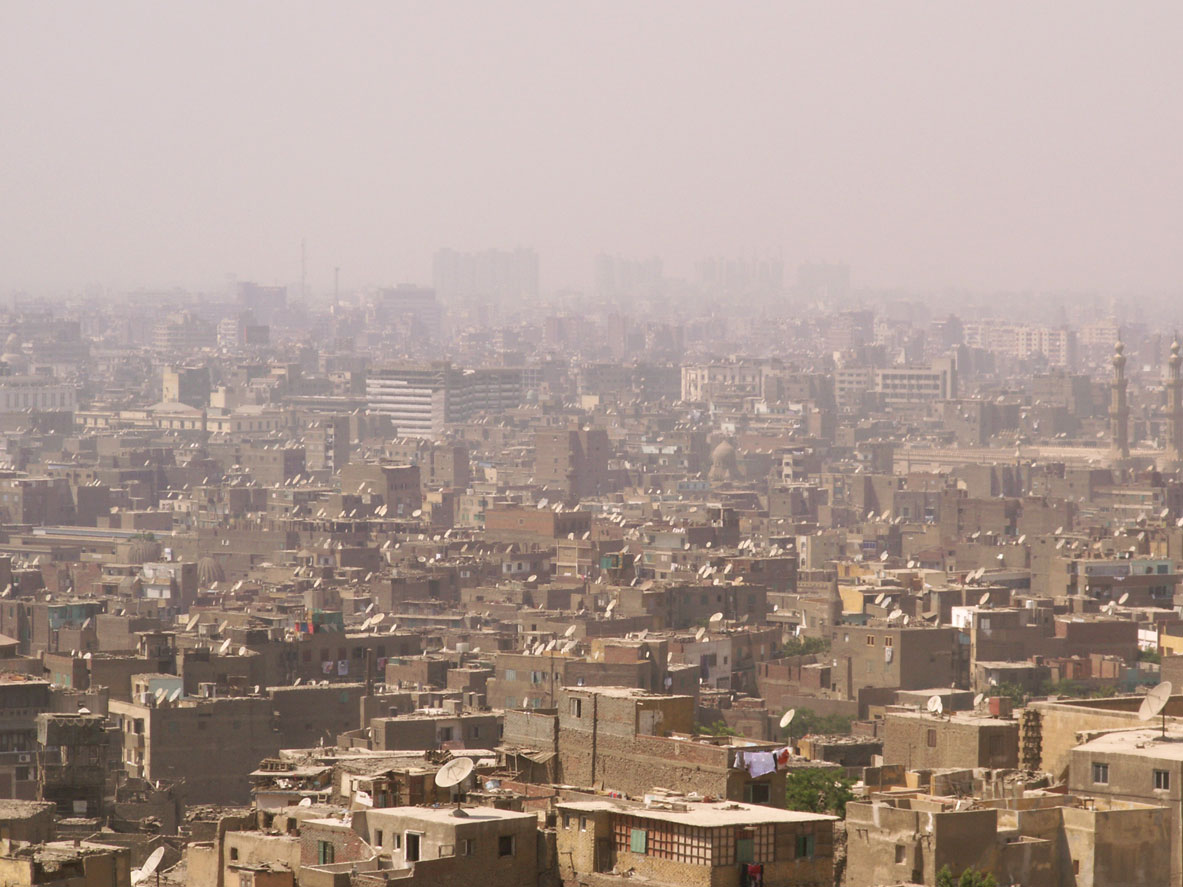
Esmog en El Cairo. Las partículas de contaminación en el aire, entre las que se encuentra el esmog, son una causa de exposición humana al HAP importante.